# Казанско-Преображенская церковь
Казанско-Преображенская церковь — православный храм в городе Тутаеве (Романов-Борисоглебске) Ярославской области. Памятник церковной архитектуры XVIII века. Входит в состав Романово-Борисоглебского благочиния Рыбинской епархии Русской православной церкви.
Храм находится на левом берегу Волги, в наиболее древней части города, которая до объединения города и уездов носила имя города Романова и была центром Романовского уезда. Играет ведущую роль в архитектурном облике Романовской стороны города. Храм построен в 1758 году.
Существуют красивые легенды о сооружении церкви. Одна из них — о том, что традиционно на месте строительства церкви устанавливался закладной камень. Мастера-строители установили камень почти на самой вершине волжского откоса, но когда пришли утром, оказалось, что закладной камень скатился почти к самой воде. Строители решили, что, видимо, так Богу угодно и приступили к сооружению храма. Другая легенда рассказывает, как жители города бросили клич и просили все проплывающие суда положить на волжский берег по камню: мол, кто камень на берегу оставит, тому грехи прощаются, ибо строить храмы — дело богоугодное. За несколько навигаций камней навезли столько, что хватило на укрепление берега Волги, на сооружение двух мощёных булыжниками спусков к речным причалам и даже часть торговой площади удалось замостить.
Храм расположен на склоне крутого волжского берега. Его ступенчатая конструкция связывает расположенную наверху городскую застройку с волжским берегом, образуя оригинальный и выразительный ансамбль. Он играл роль главного въезда в город со стороны реки.
Нижний зимний храм, освящённый во имя Казанской иконы Божьей Матери, имеет скромный портал, выходящий к волжскому берегу. Над ней расположена летняя Преображенская церковь, с трапезной и открытой галереей с северной стороны, в неё ведёт высокое крыльцо на ползучей арке. Восьмигранный столп шатровой колокольни высится со стороны алтаря, выше по склону. Её силуэт чётко выделяется на фоне берегового откоса.
Это сравнительно небольшой по размеру памятник сохранил в XVIII веке основные черты древнерусской архитектуры.

## Духовенство
- Настоятель храма — иерей Максим Викленко[2].

- Иерей Алексий Силантьев

## Галерея
- Вид с высоты птичьего полёта
- Вид с Волги
- Вид с Волги зимой
- Колокольня